# Espectáculo de medio tiempo

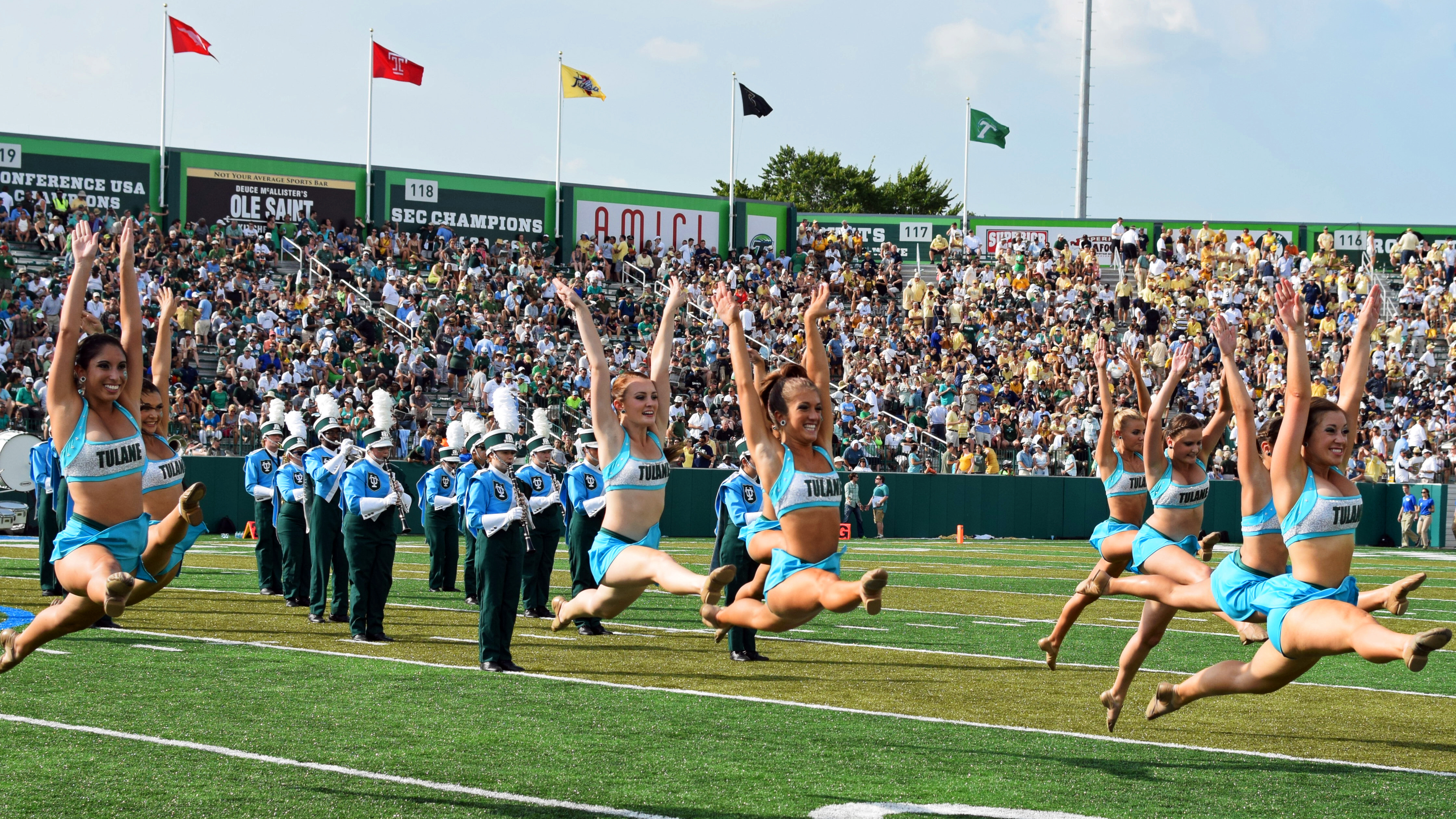
Espectáculo de medio tiempo.

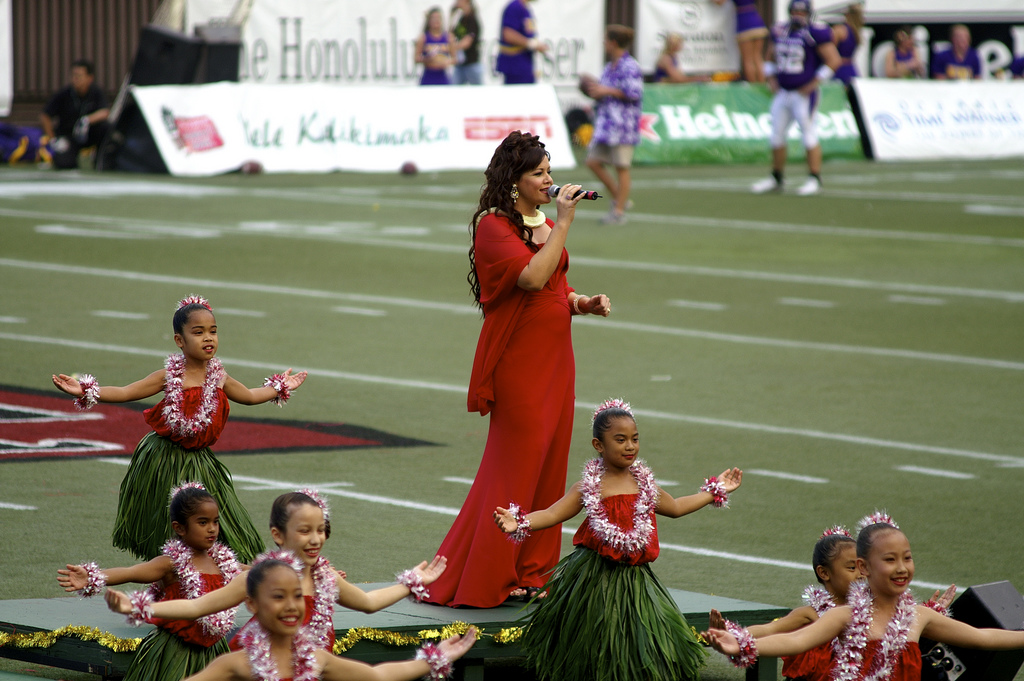
La cantante Amy Hānaialiʻi Gilliom en un espectáculo de medio tiempo.

El espectáculo de medio tiempo (inglés: Halftime show) es un espectáculo realizado durante el medio tiempo —el periodo de descanso— en eventos deportivos.
Los espectáculos de medio tiempo no se dan en deportes que tienen un número irregular o indeterminado de divisiones (como el béisbol o el boxeo), o en deportes que no tienen un periodo extenso de descanso que interrumpa el juego. En el hockey sobre hielo existen tres periodos, por lo cual existen dos medios tiempos en un juego de hockey; uno entre el primer y segundo periodo, y otro entre el segundo y el tercero. Los medios tiempos son frecuentemente entregados a concursos donde participan espectadores seleccionados al azar.
Un show de medio tiempo puede también consistir en espectáculos de animación, bastoneras o bandas de música.
Uno de los más famosos es el espectáculo que se da en el medio tiempo del Super Bowl, que es el partido final del campeonato de la National Football League (NFL) de Estados Unidos, donde suelen presentarse y actuar artistas mundialmente conocidos.